# Delphos (Kansas)
Delphos é uma cidade localizada no estado americano de Kansas, no Condado de Ottawa.

## Demografia
Segundo o censo americano de 2000, a sua população era de 469 habitantes.
Em 2006, foi estimada uma população de 451, um decréscimo de 18 (-3.8%).

## Geografia
De acordo com o United States Census Bureau tem uma área de
1,7 km², dos quais 1,6 km² cobertos por terra e 0,1 km² cobertos por água.

## Localidades na vizinhança
O diagrama seguinte representa as localidades num raio de 28 km ao redor de Delphos.